# Voulaines-les-Templiers
Voulaines-les-Templiers este o comună în departamentul Côte-d'Or, Franța. În 2009 avea o populație de 313 de locuitori.

## Evoluția populației
| An        | 1975 | 1982 | 1990 | 1999 | 2006 | 2009 |
| --------- | ---- | ---- | ---- | ---- | ---- | ---- |
| Populație | 380  | 364  | 383  | 386  | 335  | 313  |